# آرشارونیک
آرشارونیک (ارمنی: Արշարունիք) یک کانتونی می‌باشد که در ایالت آیرارات ارمنستان بزرگ واقع شده بوده‌است.